# Darrin Fletcher
Pour les articles homonymes, voir Fletcher.
Darrin Glen Fletcher (né le 3 octobre 1966 à Elmhurst, Illinois, États-Unis) est un ancien receveur au baseball. Il a joué dans les Ligues majeures de 1989 à 2002, notamment pour les Expos de Montréal et les Blue Jays de Toronto.

## Carrière
Darrin Fletcher fait ses débuts chez les Dodgers de Los Angeles à la fin de la saison 1989 et est peu utilisé l'année suivante. Il est transféré aux Phillies de Philadelphie le 13 décembre 1990 en retour du lanceur Dennis Cook.
Fletcher joue deux saisons à Philadelphie avant d'être échangé le 9 décembre 1991 aux Expos de Montréal, contre le lanceur de relève Barry Jones 
À la deuxième de ses six saisons à Montréal, Fletcher s'impose comme receveur régulier de l'équipe. 
En 1993, il produit 60 points. En 1994, il participe à son premier (et seul) match d'étoiles et en 1995, sa moyenne au bâton s'élève à ,286.
Il quitte les Expos après la saison 1997 pour signer comme agent libre avec les Blue Jays de Toronto. En 1999, il produit un sommet personnel de 80 point. Puis, en 2000, il frappe au-dessus de la moyenne de ,300 pour la première fois de sa carrière, terminant l'année avec une moyenne de ,320 et 20 coups de circuits. Cette dernière statistique fait de lui l'un des sept joueurs des Blue Jays à avoir atteint le plateau des 20 circuits au cours de la saison, égalant un record établi par les Orioles de Baltimore en 1996.
Le 27 août 2000, Fletcher cogne 3 circuits en solo dans une victoire de 6-3 des Jays contre les Rangers du Texas.
Il a pris sa retraite à l'issue de la saison 2002. Depuis 2005, il est à l'occasion commentateur pour les matchs des Blue Jays diffusés par Rogers Sportsnet.